# 4 Komenda Odcinka Zgorzelec
4 Komenda Odcinka Zgorzelec – samodzielny pododdział Wojsk Ochrony Pogranicza.
4 Komenda Odcinka sformowana została w 1945 w strukturze organizacyjnej 1 Oddziału Ochrony Pogranicza. We wrześniu 1946 odcinek wszedł w skład Łużyckiego Oddziału WOP nr 1. W 1948, na bazie 4 Komendy Odcinka sformowano Samodzielny Batalion Ochrony Pogranicza nr 18.

## Struktura organizacyjna
Dyslokacja 4 Komendy Odcinka przedstawiała się następująco :
- komendantura odcinka i pododdziały sztabowe – Lasów[c]
- 16 strażnica – Radomierzyce
- 17 strażnica – Zgorzelec
- 18 strażnica – Pieńsk[d]
- 19 strażnica – Bielawa Dolna[e]
- 20 strażnica – Sobolice

## Dowódcy odcinka
- mjr Konstanty Pieńkowski (1945 -1946)[5]
- mjr Antoni Kunowicz (był 10.1946)[f].